# Tess Wester
Tess Wester (født 19. maj 1993 i Heerhugowaard) er en hollandsk håndboldspiller og spiller for rumænske CSM București i Liga Naţională og Hollands kvindehåndboldlandshold.. Hun har tidligere spillet i VfL Oldenburg og VOC Amsterdam.
Ved VM i håndbold 2015 vandt hun en sølvmedalje, efter at have tabt finalen mod Norge, med cifrene 23-31. Hun var efterfølgende på VM's officielle All-Star hold, som bedste målvogter.
Hun var også med til at vinde VM-guld for Holland, ved VM i kvindehåndbold 2019 i Japan, efter finalesejr over Spanien, med cifrene 30-29.
Hun var med til at vinde den danske liga, Damehåndboldligaen, i 2021 med Odense Håndbold.
I april 2025 annoncerede hun, at hun ville indstille karrieren efter 2024-25-sæsonen for at få mere tid til sin familie.

## Medaljer

### Landshold
- U/19 2010 i Dominikanske Republik  Bronze
- U/19 2011 i Holland  Sølv
- 2015 i Danmark  Sølv
- 2016 i Sverige  Sølv
- 2017 i Tyskland  Bronze
- 2018 i Frankrig  Bronze
- 2019 i Japan  Guld

### Klubhold

#### SG BBM Bietigheim
- Bundesliga 2017  Guld
- DHB-pokal  Guld

## Privatliv
Hun danner privat par, med OB-fodboldspilleren Mart Lieder.